# Aqqik
Aqqik (kinesiska: 阿其克, 阿其克乡) är en socken i Kina. Den ligger i den autonoma regionen Xinjiang, i den nordvästra delen av landet, omkring 1 100 kilometer sydväst om regionhuvudstaden Ürümqi. Antalet invånare är 21 583. Befolkningen består av 10 871 kvinnor och 10 712 män. Barn under 15 år utgör 27,0 %, vuxna 15-64 år 65 %, och äldre över 65 år 7,0 %.
Runt Aqqik är det ganska tätbefolkat, med 129 invånare per kvadratkilometer. Aqqik är det största samhället i trakten. Trakten runt Aqqik är ofruktbar med lite eller ingen växtlighet.
Genomsnittlig årsnederbörd är 122 millimeter. Den regnigaste månaden är maj, med i genomsnitt 27 mm nederbörd, och den torraste är december, med 2 mm nederbörd.